# Хуцин
Хуцин (слч. Hucín) насељено је мјесто са административним статусом сеоске општине (слч. obec) у округу Ревуца, у Банскобистричком крају, Словачка Република.

## Становништво
| Година:    | 1994. | 2004.   | 2014.    | 2024.   |
| ---------- | ----- | ------- | -------- | ------- |
| Број људи: | 795   | 782     | 913      | 915     |
| Разлика:   |       | -1,63 % | +16,75 % | +0,21 % |

| Година:    | 2023. | 2024. |
| ---------- | ----- | ----- |
| Број људи: | 915   | 915   |
| Разлика:   |       | +0 %  |

Према подацима о броју становника из 2011. године насеље је имало 876 становника.